# Носырёво (Московская область)
Носырёво — деревня в Московской области России. Входит в Павлово-Посадский городской округ. Первое упоминание о деревне датируется 1773 годом. Каждый год на Тихонов День жители празднуют «День Деревни». 

## География
Деревня Носырёво расположена в северной части городского округа, примерно в 4 км к северу от города Павловский Посад. Высота над уровнем моря 138 м. В 2 км к западу от деревни находится озеро Данилище. К деревне приписано СНТ Берёзка. Ближайший населённый пункт — деревня Кузнецы.

## Название
Название связано с некалендарным личным именем Носырь.

## Краткая история
В 1926 году деревня являлась центром Носыревского сельсовета Павлово-Посадской волости Богородского уезда Московской губернии, имелась школа 1-й ступени и товарищество по совместной обработке земли.
С 1929 года населённый пункт — в составе Павлово-Посадского района Орехово-Зуевского округа Московской области, с 1930-го, в связи с упразднением округа, — в составе Павлово-Посадского района Московской области.

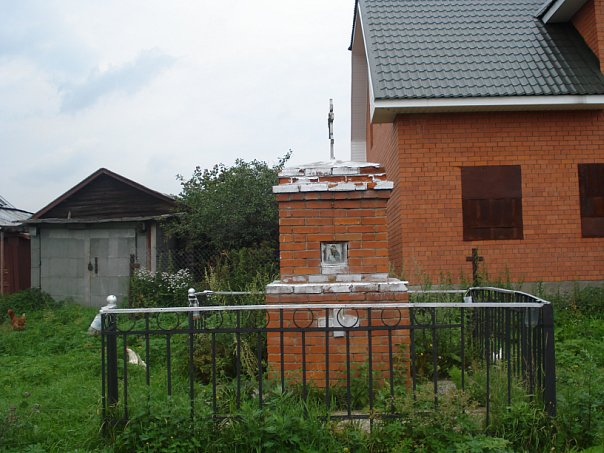
Часовня №2

До муниципальной реформы 2006 года Носырёво входило в состав Кузнецовского сельского округа Павлово-Посадского района.
С 2004 до 2017 гг. деревня входила в Кузнецовское сельское поселение Павлово-Посадского муниципального района.

## История
- 1773 Носырево Буньковской волости дворов — 7, мужчин —38, женщин — 47.
1796-1797 гг.  В деревне дворов — 14, населения: мужчин — 61, женщин — 51. Предприятий — 1. Годовая продукция выпускается на сумму — 1,7 тыс. рублей: шелковые платки, кружева и атлас.
1873 В деревне дворов — 32, Домов (Деревянных) — 32. Жителей (наличных): мужчин — 93, женщин — 93, пришлых нет. Коренных мужчин — 102, женщин — 97, в отлучке муж. — 9, жен, — 4. Грамотных — муж.2О, жен.5. Земли 191 Десятина, из них пахотной — 42. Лошадей 23, коров 26.»
С 1900 г. Носырево : 14 дворов 61 муж 51 жен. с торфопредприятий поселка Электропередача (ныне Электрогорск) возили торф для фабрик Павловского Посада, Больших Дворов, Городка на лошадях. Называлось это — возить возку. Этим зимой зарабатывали деньги. Возку возили, например, Павел Шипов со своей 13-летней дочерью Екатериной. Со слов старожил деревни, торфоразработки так же находились на месте СНТ Березка, что находится за деревней Носырёво в лесу.
Начиная с 1900 годов в деревне начали строить дома с четырьмя окошками, да еще эти дома из двух половинок: задней и передней. Семьи были большими из 6-12 человек. К тому времени количество дворов в деревне достигло уже 60.
В 1903 г. в деревне было сформировано «Депо Носыревской Добровольной Пожарной Дружины»..
В 1937-1938 гг. в Носырёво работал магазин.
С 1937-1980 года женщины-хозяйки работали надомниками, вязали платки на Городковскую Меланжевые платки с фабрики доставлялись в деревню на лошади, а остальные — женщины узлами носили на себе. А это путь не малый — в 6 километров.
В 1939-1940 гг. началась утечка жителей деревни. Все предприятия, на которых можно было бы работать, находились от деревни далеко, и дома перевозили в Большие Дворы и на Городок (Павловский-Посад). Так уехали семьи Чармосовых, Корочкиных, Шиповых, Кондратьевых, Ушковых, 
В 1942-1943 гг. от пожаров сгорело в деревне много домов
С 1957 года деревню стали считать неперспективной. Все колхозное имущество перешло в совхоз «Павловский», руководство которого располагается в деревне Тарасово.
В 2003 г. в деревне 55 жителей, которые проживают в 34 домах, во дворах содержатся 2 лошади, крупного рогатого скота — 9 голов, мелкого (козы) — 15 голов.
В 2006 г. в деревне заасфальтировали единственную грунтовую дорогу.
В 2016 году деревня начала разрастаться и впервые с 1773 года в деревне появились новые улицы и переулки: Цветочная, Степная, Сельская, 1-5 Лесные Переулки. Первой улицей стала Цветочная.
В 2022 году в деревне зарегистрировано более 80 жителей, но постоянно проживающих людей гораздо больше. В деревне насчитывается более 120 зарегистрированных домов. На некоторых участках всё ещё держат живность (коровы, козы, куры, гуси, поросята, кони и т.д)

### Носырёвский Клуб

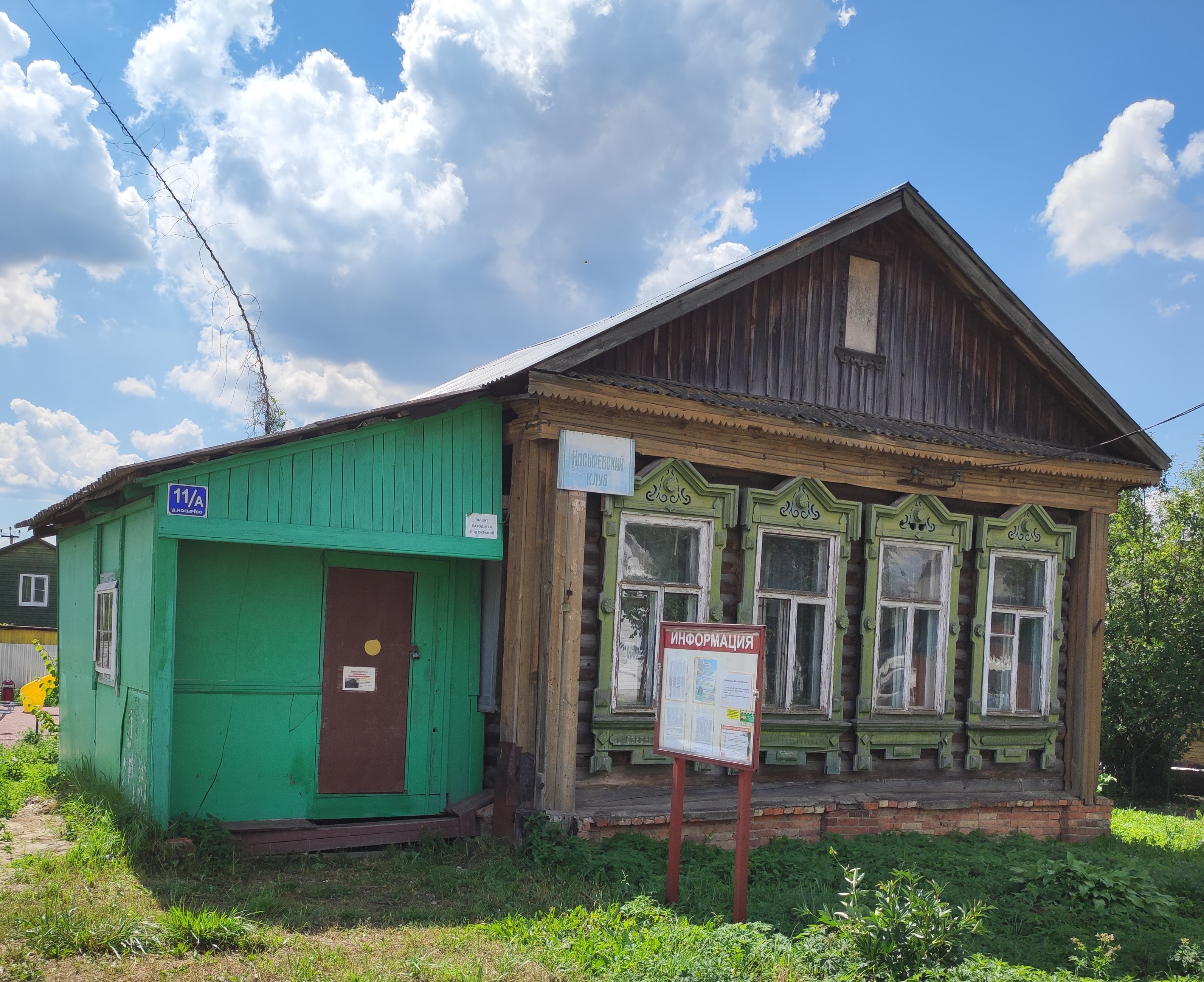
Клуб деревни Носырёво

В 1930-х годах был раскулачен и сослан Алексей Устинович Ларин. В его доме расположилось тогда до 1957 года все колхозное хозяйство, а затем дом был отдан под сельский клуб. Это здание с тех пор является сердцем деревни.
Сначала к клубу пристроили сцену (ныне не существует), потом к зданию пристроили кирпичное строение где располагалась аппаратура для просмотра фильмов. Два раза в неделю привозили фильмы, чтобы жители деревни могли культурно провести время. Показывали такие фильмы как «Танцор Диско», «ABBA:фильм», «Сердца Четырёх» и т.д.
Также в клуб привозили библиотеку из Кузнецов.
Здание клуба, по словам сторожил, было построено в 1920-х годах.
Зелёная пристройка с левой стороны клуба была построена в 80-х годах старостой деревни Филюшкиным Н.А. До этого на месте пристройки было маленькое крыльцо.

### Депо Носырёвской Добровольной Пожарной Дружины
В 1903 г. в деревне было сформировано «Депо Носыревской Добровольной Пожарной Дружины». Здание пожарной дружины находилось в середине деревни на месте ныне существующей часовни. Место было выбрано не просто так. Рядом находился пожарный пруд, этот пруд всё ещё есть и выполняет те же функции, что и раньше. В деревне было 2 конных пожарных повозки, одна из которых находиться в Историко-художественном музее, Павлово-Посадского музейного выставочного комплекса.  По словам жителей деревни и работников музея самую «богатую» пожарную повозку растаскали на части сами жители и кто-то из неравнодушных граждан попросил музей забрать другую повозку.

### Чем жила деревня?
В деревне были развиты ткацкие промыслы. Жители занимались такими промыслами, как прядение льна, ткачество бумажных материй, ткачество шерстяных и полушерстяных материй, ткачество шелковых и полушелковых материй, размоткой, шпульничеством и иконописью.
Во времена развития шелкопроизводства, фабриканты из Больших Дворов Барановы Осип Иванович и Фёдор Иванович давали крестьянам ссуду для постройки ткацких фабрик в деревне Носырёво. Было построено 18 фабрик по 6-7 ткацких станов в каждой. Под фабриками подразумевались частные дома, в которых располагались ткацкие станы. На этих станах вырабатывали шёлковые ткани. Нити сдавали Барановым и им же сдавали готовый товар, за который получали зарплату. Постепенно выплачивали и ссуду, которая называлась уполой.
Торговый дом «С. и Ф. Барановы»Торговый дом «С. и Ф. Барановы» — компания, основанная купцами Сергеем Илларионовичем Барановым и Фёдором Емельяновичем Барановым в 1891 году и успешно осуществляющая свою деятельность до лета 1906 года. Производство было расположено в деревне Большой Двор Богородского уезда Московской губернии.
Ткани и платки, которые производились на фабриках Товарищества, потом продавались в Москве, Симбирске, Нижнем Новгороде. Продукцию поставляли за границу: Азия и Индия покупала платки, а Иран шелковую ткань.
В 1905 году продукция Торгового дома «С. и Ф. Барановы» на Всемирной выставке в Париже получила золотую медаль. Летом 1906 года у предпринимателей обнаружился недостаток оборотных средств — Товарищество не смогло оплачивать долги и банки перестали выдавать ссуды. Фабрика прекратила свою работу, ее имущество было распродано.
Фабрика у И.В.Муханова представляла собой длинное деревянное здание и располагалась за домом 32.  На фабрике ткали шёлковые платки и скатерти. После ВОВ процветал бандитизм, и фабрику хотели разграбить. Фабрика у И.В.Муханова работала до середины 50-х годов двадцатого столетия.

### Где была деревня Носырёво?
Со слов сторожил и священника из Храма Рождества Христова в селе Заозерье деревня сгорела, и люди выбрали нынешнее место нахождения деревни. По повериям та деревня находила с правой стороны недалеко за лесом (на месте строительства скоростной авто дороги).

### Коренные жители деревни
Одними из первых жителей деревни Носырёво считают Дмитрия Волкова, Ерофея, Василия Чармосовых, Павла, Василия, Ермолая Климовых, Павла Шипова, Василия Железнова, Устиновых, Лариных.

### Как звали жителей деревни Носырёво?
Раньше жителей деревни звали «Рюмины» по фамилии их давнего владельца Николая Гавриловича Рюмина (1793-1870). Рюмин владел в Богородском уезде деревней Буньково с 13 деревнями Андроново, Большой Двор, Борисово, Васильева, Вострикова, Гаврина, Грибнино, Заозерье,   Кузнецы, Михалево, Носырево, Понкратово,  Тарасово, а также д. Ожерелки и Никулино, д. Зуева, Семернина, Нажицы ("Нослицы"), Алексунино, Дуброво, Карабаново, Васютино, Иваньково и Гаврилково.

### Начальная школа деревни Носырёво
Самые лучшие годы жизни в деревне старожилы отмечают с 1920 по 1926 гг. Хозяйства были большие, усадьбы огромные. В деревне построили начальную школу в 1924 г. Здание школы было одноэтажным и большим. Школа была построена из добротного круглика, имела просторный коридор. Была единственная классная комната и кухня для учителей. Интересно, что 1, 3 классы имели общие уроки и 2, 4 классы так же проводили совместные занятия. Здание школы, к сожалению, не сохранилось, его разобрали в начале 80-х годов, но известно место, где она находилась. Сейчас это адрес Носырёво, 29. В здании школы жили учителя и уборщица.
Первый учитель и директор школы, был в 1932 году из города Павловский Посад — молодой Алексей Гаврилович Акулов. Эго был добрый, хорошо знающий свое дело человек. Старожилы говорили, что он давал отличные знания, привил любовь к труду, к художественной самодеятельности. Его выпускники Железнов А.Ф. — главный инженер завода Электросталь, Муханов А.Д. — директор завода, Ларина — Васькова — инженер — синоптик (в авиации).
Со слов старшего поколения деревни это была не первая начальная школа в деревне. До этого сначала школа располагалась в доме Мухановых (дом 32), а затем в доме 60.

### Традиции деревни Носырёво
В деревне давно чтят традиции, и каждый праздник проходил интересно и весело. На Рождество, Масленицу, в Пасху и Тихонов день гуляли всей деревней, выезжали на лошадях гулять в другие деревни: в Заозерье, на Николу в Васютино, на Успенье в г. Ногинск, в Истомкино.
Старожилы деревни рассказывают, что на праздник Троицы люди ходили за ленточками на Фабрику Муханова, чтобы повязать их на берёзу. С этой нарядной берёзой ходили по деревне и устраивали колядки. Надо сказать, что эта традиция до сих пор жива! Каждый год на Троицу детей собирают на колядки и всё так же несут красивую берёзу в разноцветных ленточках. Эта традиция характерна для Орехово-Зуевского и Павлово-Посадского районов Подмосковья. Есть несколько вариаций традиционных песен на колядки, но в Деревне Носырёво поют так:
«Ах ты, кумушка-кума
Развивайся сама
Мы к тебе пришли
Свет и радость принесли
По ложечке, по лепешечке
Где кум прошёл, там овёс взошёл
Где Кума прошла, там и рожь взошла.
Подайте на кумушку яичко или денежку.»

### Времена Колхозов
Колхозы начали организовываться в 1932 году. Шли в колхоз самые бедные, чуть позже стали раскулачивать тех, кто не хотел вступать в колхоз. Раскулачили Ивана Нестеровича Ушкова, Антона Ерофеевича Чармосова, который отказался отдать коня в колхоз.
Одни из жителей деревни нашли у себя устав Носырёвской сельскохозяйственной артели имени Ворошилово Кузнецовского Сельсовета 1935 года.
Согласно этому документу, все земли деревни Носырёво были объединены в единый земельный массив в коллективное пользование. Каждому колхозному двору выделяли небольшой участок земли под сад и огород. Что бы вступить в артель каждому двору нужно было внести плату в размере 20-40 рублей.

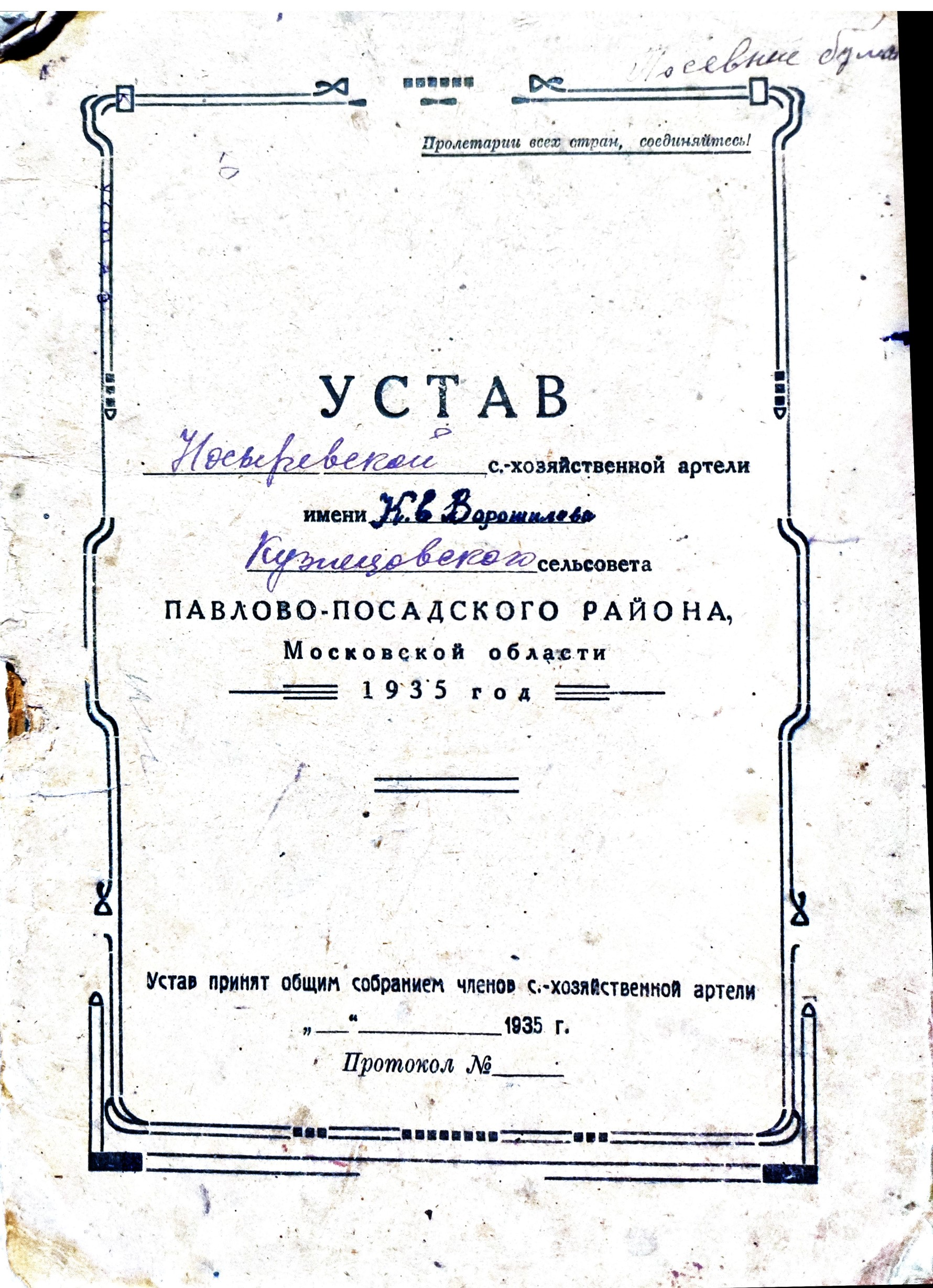
Устав Носырёвского Колхоза, 1935 год

В уставе говорилось о производстве, членстве, средствах организации труда, оплате и дисциплине труда, финансах и управлении делами артели.

### Часовни деревни Носырёво

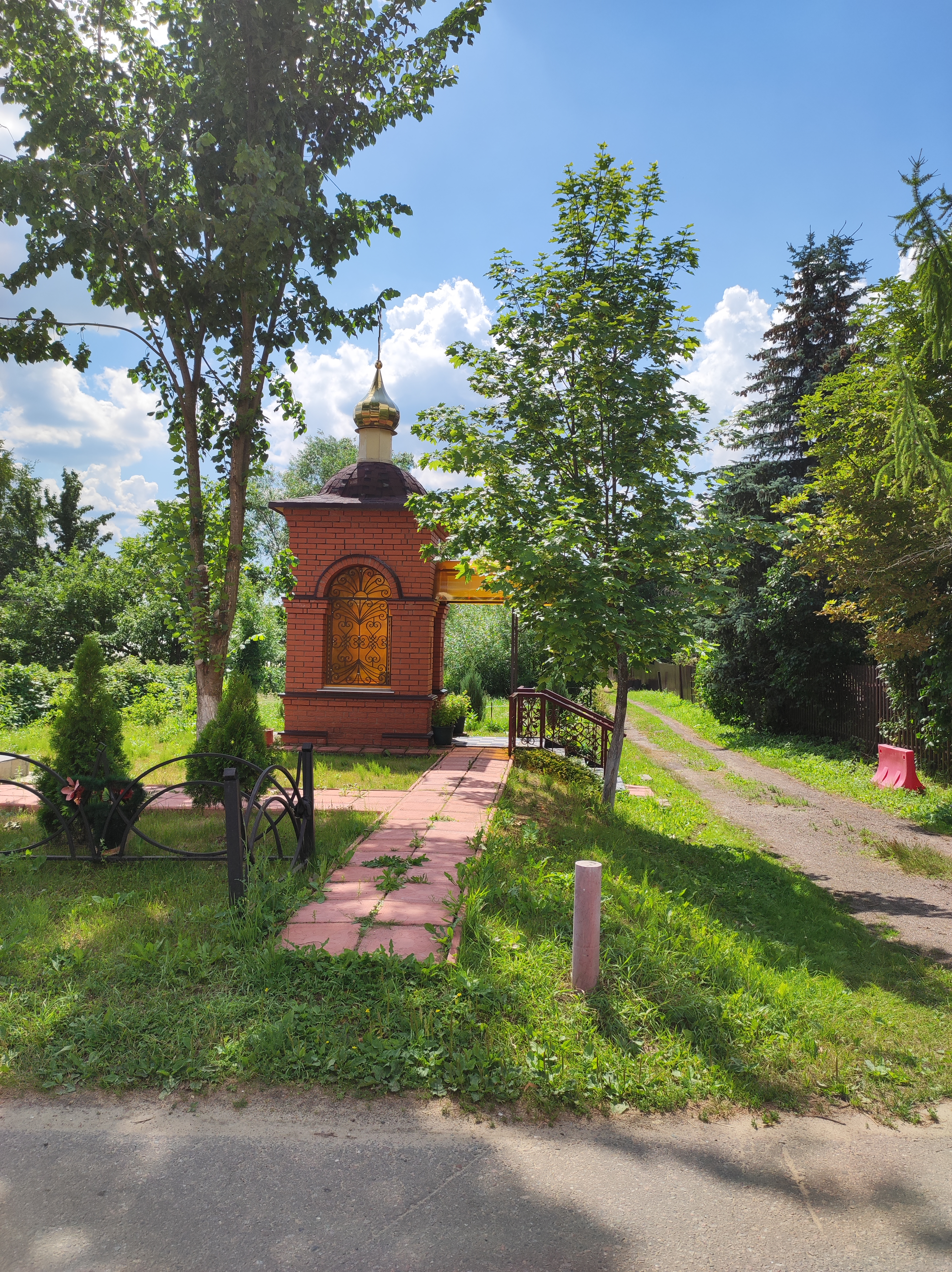
Действующая Часовня Деревни Носырёво, построена в 2019 году.

В деревне за всю историю было 3 часовни. Все часовни находились в середине деревни у домов 29 и 46. Первая часовня была кирпичная, но в 1941 году она была разобрана. Затем поставили новую часовню напротив дома 46, жители деревни прозвали её «печка», из-за её формы. Но она начала разрушаться, и в 2019 году силами и на средства жителей деревни была построена новая часовня, которая действует по сей день. Часовня была освещена священником престольного Храма Рождества Христова в селе Заозерье.  Часовня расположена рядом с домом 29 у памятника погибшим воина в ВОВ. В Великую Отечественную войну погибло 15 мужчин, жителей деревни.

## Население
В 1926 году в деревне проживало 365 человек (158 мужчин, 207 женщин), насчитывалось 67 хозяйств, из которых 62 было крестьянских. По переписи 2002 года — 60 человек (24 мужчины, 36 женщин).
| 1926 | 2002 | 2006 | 2010 |
| ---- | ---- | ---- | ---- |
| 365  | ↘60  | ↘57  | ↘37  |